# Knickerbocker Holiday
Knickerbocker Holiday ist ein Musical in zwei Akten mit Vor- und Nachspiel. Die Musik stammt von Kurt Weill. Das Libretto und die Songtexte verfasste Maxwell Anderson. Das Stück basiert auf der Satire „A History of New York“ von Washington Irving, die dieser unter dem Pseudonym „Diedrich Knickerbocker“ veröffentlicht hatte. Es erlebte seine Uraufführung am 19. Oktober 1938 am Ethel Barrymore Theatre in New York. Nach 168 Vorstellungen ging das Stück auf eine 9-wöchige Tournee. Übersetzt von Katharina Heinsius und Johannes Stephan, fand die deutschsprachige Erstaufführung am 25. November 1948 in Essen statt. Eine weitere deutschsprachige Aufführung erfolgte am 25. September 1976 am Thalia-Theater in Hamburg, Ute und Volker Canaris hatten hierfür eine neue Übersetzung angefertigt.
1944 wurde der gleichnamige Musicalfilm veröffentlicht.

## Handlung

### Vorspiel
Den Dichter Washington Irving reut es, dass er bisher nur Literatur für den breiten Massengeschmack verfasst hat. Er entschließt sich deshalb, endlich einmal ein wahrhaft literarisches Werk zu schreiben, eine romantische Komödie über die Gründerzeit New Yorks, das damals noch Neu Amsterdam hieß und eine niederländische Kolonie war.

### Erster Akt
Der Rat von Neu Amsterdam bereitet sich auf die Ankunft des neuen Gouverneurs Pieter Stuyvesant vor. Zu dessen Ehren soll einer der Inhaftierten öffentlich hingerichtet werden, auch wenn ihm noch kein Prozess gemacht worden ist. Nur Roosevelt, das jüngste Mitglied des Gremiums, sträubt sich dagegen. Als der Streit zu eskalieren droht, trifft die Nachricht ein, dass allen Gefangenen die Flucht gelungen sei.
Brom Broeck und sein Freund Tenpin hatten vor einiger Zeit Neu Amsterdam verlassen, um in der Fremde ihr Glück zu suchen. Jetzt kehren sie in ihre Heimatstadt zurück. Brom sehnt sich danach, seine Jugendliebe Tina zu heiraten, was aber deren Vater Tienhoven, dem derzeitigen Ratsvorsitzenden, nicht ins Konzept passt. Er hält den Verlobten seiner Tochter für einen Taugenichts. Am liebsten sähe er ihn gleich am Galgen baumeln. Als sich Brom dann auch noch erdreistet, den Rat der Stadt der Bestechlichkeit und anderer Vergehen zu bezichtigen, platzt Tienhoven der Kragen. Er lässt den jungen Mann verhaften und zum Schafott führen. Um dem Tod zu entgehen, verfällt Brom auf eine List. Er vermag den Rat zu überzeugen, an ihm eine neuerdings in Europa praktizierte Art des Hängens anzuwenden, bei welcher der Strick nicht um den Hals, sondern um die Hüfte gelegt werde. Und so geschieht es.
Als Stuyvesant eintrifft, begnadigt er Brom, löst den Rat auf und verfügt, dass den Indianern keine Feuerwaffen mehr verkauft werden dürfen. Weil er auf Tienhovens Tochter ein Auge geworfen hat, ernennt er diesen zu seinem Sonderbeauftragten, der inkonsequenterweise im Namen der Regierung Waffengeschäfte mit den Rothäuten betreiben darf. Bald darauf lässt Tienhoven durch einen Herold verkünden, seine Tochter sei dazu bestimmt, die Frau des Gouverneurs zu werden. Tina will es nicht glauben, dass sie einen Mann heiraten soll, der vom Alter her ihr Großvater sein könnte. Stuyvesant aber besteht darauf, die Eheschließung so bald wie möglich zu vollziehen, zumal er nicht mehr der Jüngste sei. Unterdessen begehrt Brom gegen den Gouverneur auf und bezeichnet ihn öffentlich als Diktator, weil er dem Volk kein Mitspracherecht einräume. Daraufhin lässt Stuyvesant den Rebellen kurzerhand verhaften und inhaftieren.

### Zweiter Akt
General Poffenburgh sucht unter den Bürgern Neu Amsterdams geeignete Männer aus, um mit ihnen eine schlagkräftige Truppe zu bilden, mit der er die Heimat verteidigen kann. Derweil sprechen bei Tina ein paar Mädchen als Brautjungfern vor und fordern sie auf, mit zur Hochzeitszeremonie zu kommen. Bevor jedoch der Kontrakt unterzeichnet werden kann, wird die Feier jäh durch Schüsse und wildes Kampfgeschrei auf der Straße unterbrochen. Brom, der inzwischen fliehen konnte, und Tenpin stürzen herein und melden, Neu Amsterdam werde soeben von einem Haufen Indianer angegriffen. Stuyvesant ruft seine Armee zur Attacke. Bei dem Gefecht wird Tenpin tödlich verletzt. Brom erklärt den Gouverneur als Schuldigen. Hätte er nicht Tienhoven beauftragt, den Indianern Waffen zu verkaufen, würde sein Freund noch leben. Er fordert das Volk auf, den Diktator aus seinem Amt zu jagen.
Nun überstürzen sich die Ereignisse: Stuyvesandt befiehlt, den Aufrührer standrechtlich zu erschießen. Diesem aber gelingt es, das Volk auf seine Seite zu ziehen. Stuyvesant sieht seine letzte politische Überlebenschance darin, den Aufstand durch seine Armee blutig niederzuschlagen. Dass es soweit aber nicht kommt, liegt am Dichter Washington Irving, der jetzt wieder in das Geschehen eingreift. Er zeichnet eine Vision: Stuyvesant wolle doch sicher einmal als glorreicher Patron Neu Amsterdams in die Geschichte eingehen. Mit diesem Ziel sei aber nicht vereinbar, wenn er sich jetzt als blutrünstiges Monster gebärde. Die Worte des Dichters fallen auf fruchtbaren Boden. Der Gouverneur verspricht, sich zum Guten zu ändern. Er besteht auch nicht mehr darauf, Tina zur Frau zu nehmen. Somit steht einer Eheschließung zwischen Brom und dem Mädchen nichts mehr im Wege.

### Nachspiel
In einem kurzen Epilog philosophiert Stuyvesant über die Bedeutung des Zufalls.

## Musikalische Nummern
- Introduction and Washington Irving’s Song – Einleitung und Washington Irvings Lied
- Clickety-Clack – Klapperdiklapp (Chor der jungen Mädchen)
- Entrance Of The Council – Einzug des Rates
- Hush, Hush – Bist im Rat du ein Greenhorn (Roosevelt mit dem Rat)
- There’s Nowhere To Go But Up – Ja, dann kann’s nur noch aufwärts gehn (Brom und Tenpin)
- It Never Was You – Aber nie fand ich dich (Brom)
- How Can You Tell An American – Wie ist der Mann aus Amerika? (Irving und Brom)
- Will You Remember Me – Mein Lieb, ob du noch an mich denkst? (Brom, Tina und Ensemble)
- Stuyvesant’s Entrance – Stuyvesants Auftritt (Orchester)
- One Touch of Alchemy – Ein Hauch von Dämonie (Stuyvesant und Ensemble)
- Exit of The Council – Auszug des Rates (Orchester)
- The One Indispensable Man – Ein ganz unentbehrlicher Mann (Stuyvesant und Tienhoven)
- Young People Think about Love – Doch wer jung ist, braucht Liebe nur (Tina mit Ensemble)
- September Song (Stuyvesant – Der Song wurde in Amerika zu einem großen Hit)
- All Hail, The Political Honeymoon – Heil, heil dem politischen Wonnemond (Ensemble)
- Ballad Of The Robbers – Räuberballade (Irving)
- Sitting in Jail – Solange du Gast bist im Knast (Stuyvesant)
- We Are Cut in Twain – In Lieb und Leben (Tina und Brom)
- The Army of New Amsterdam – Die Armee von Neu Amsterdam (Orchester)
- To War! – Auf, auf zum Kampf (Chor der Armee)
- Our Ancient Liberties – Wo ist die güldene Freiheit hin (Ratsmitglieder)
- May and January – O seht den Unterschied der Jahre (Ensemble)
- The Scars – Wenn ein tapferer Soldat (Stuyvesant)
- The Algonquins from Harlem – Die Algonquins von Harlem (Orchester)
- Dirge for a Soldier – Totenklage für einen Soldaten (Ensemble)
- No, We Wouldn’t Gon to Do It – Nein, wir werden das nicht machen (Ensemble)
- How Can You Tell an American – Wie ist der Mann aus Amerika (Ensemble, Reprise und Finale des zweiten Aktes)